# Občina Dobrna
Občina Dobrna je ena od občin v Republiki Sloveniji. Leži na severnem delu celjske kotline med obronki Paškega Kozjaka in gozdovi Pohorja. Občina ima bogato turistično tradicijo ter zanimivo kulturno in naravno dediščino. 
Med enajstimi naselji, ki sestavljajo občino Dobrna, je največje in najbolj znano njeno središče Dobrna, ki je skozi mnogo let nastajala ob vznožju vaške cerkve in sotočju hudourniške Dobrnice in Topoličice. Razgibana zgodovina Dobrne je zagotovila bogato zapuščino kulturne dediščine, skupaj z dvaindvaiset vilami, vrednimi ogleda. Ponos občine so Terme Dobrna, najstarejše slovensko delujoče zdravilišče.

## Naselja v občini
Brdce nad Dobrno, Dobrna, Klanc, Loka pri Dobrni, Lokovina, Parož, Pristova, Strmec nad Dobrno, Vinska Gorica, Vrba, Zavrh nad Dobrno

## Prebivalstvo
Ob popisu leta 2001 je bila slovenščina materni jezik 1886 (90,5 %) občanom. Neznano je za 155 (7,4 %) oseb. 1472 ali 70,7 % je rimokatoličanov.